# 苏西 (埃纳省)
苏西（法語：Soucy，法語發音：[susi]）是法国上法蘭西大區埃纳省的一个市镇，属于苏瓦松区。

## 地理
苏西（49°18'46"N, 3°7'33"E）面积5.22 平方千米，位于法国上法蘭西大區埃纳省，该省份为法国北部内陆省份，北起北部省，西接索姆省和瓦兹省，东临阿登省和马恩省，西南至塞纳-马恩省，东北部与比利时接壤。
与苏西接壤的市镇（或旧市镇、城区）包括：克夫尔和瓦尔瑟里、蒙戈贝尔、莫特方丹、皮瑟昂雷茨、维维耶尔。

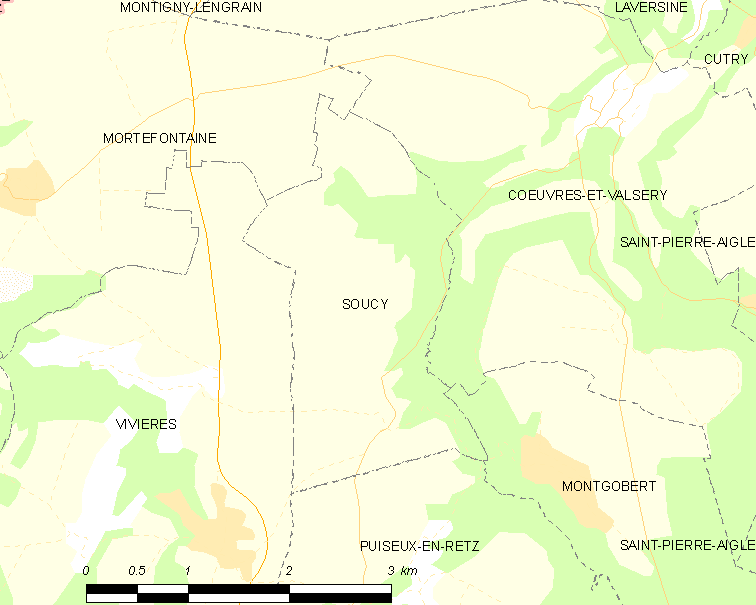
的OSM定位图

苏西的时区为UTC+01:00、UTC+02:00（夏令时）。

## 行政
苏西的邮政编码为02600，INSEE市镇编码为02729。

## 政治
苏西所属的省级选区为维莱科特雷县。

## 人口

1962-2008年间人口变化图示

苏西于2022年1月1日时的人口数量为77人。